# ヴィクトル・クリコフ
ヴィクトル・ゲオルギエヴィチ・クリコフ（ロシア語: Ви́ктор Гео́ргиевич Кулико́в, ラテン文字転写: Viktor Georgiyevich Kulikov; 1921年7月5日 - 2013年5月27日）は、ソ連の軍人。ソ連邦元帥。ソ連邦英雄。

## 経歴
オルロフシナ、ヴェールフニャヤ・リュボフシャ村出身。1929年、家族と共にスタヴロポリ地方ネヴィンノムイスカヤに転居。1939年、グロズヌイの工兵学校に入校。1941年6月10日に卒業し、中尉に任官。卒業後、キエフ特別軍管区に赴任し、国境に近いウラジーミル・ヴォルイン市に駐屯する編成されたばかりの第41戦車師団に配属された。
1941年6月22日0315、ドイツ軍の砲爆撃が開始され、独ソ戦が始まった。1時間後、クリコフは観測のため前線の第87狙撃師団の指揮所に派遣されたが、3日目にはドイツ軍が防衛線を突破し、後方に進出したため原隊に復帰した。7月1日、第41戦車師団は逆襲に転じた。敵情を確認するために、クリコフ中尉には捕虜の獲得が命令された。クリコフが指揮するグループは、敵戦線に浸透し、捕虜を捕らえることに成功した。この価値ある情報のおかげで、師団は敵の側面打撃を逃れ、無事に撤退することができた。しかしながら、師団は戦車を失い、以後歩兵として戦うことになった。8月～9月、ドニエプルの戦いに参加した後、ポルタワ及びハリコフ方面を転戦。
1941年秋、編成中の第143独立戦車旅団に配属され、偵察中隊副中隊長となる。同旅団は、スタフカ予備とされ、クリコフは連絡将校となった。同旅団は、モスクワの戦いでの逆襲に参加。1942年3月、カリーニン州スターリツァ地区でドイツ軍と交戦。
1942年夏、クリコフ大尉は、作戦業務担当旅団参謀次長となった。1943年8月、旅団参謀長。1944年夏、同旅団は白ロシア作戦に参加。1944年7月22日、ビテブスク地区でドイツ軍を奇襲し、数百kmを走破して、バルト海に進出した。1945年春、第143旅団は第66独立親衛重自走砲旅団に改編され、クリコフ親衛少佐が引き続き旅団参謀長となった。同旅団は、ダンツィヒ、オーデル、ヴィスマールの戦いに参加した。
戦後の1951年2月に大佐に昇進後、1953年にM.V.フルンゼ名称軍事アカデミー、1958年に参謀本部軍事アカデミーを卒業し、軍副司令官に任命。同年には少将に昇進したが、その後、軍司令官、キエフ軍管区司令官、駐独ソビエト軍集団総司令官を歴任。
1965年6月に中将、1967年5月に大将、1970年4月に上級大将と順調に昇進を重ねた後、1971年、ソ連軍参謀総長/国防第一次官に任命。元帥でない将校が参謀総長となったのは1952年のセルゲイ・シュテメンコ以来19年ぶりの抜擢であった。1977年、ソ連邦元帥の称号を授与され、ワルシャワ条約機構統合軍総司令官に任命。
第7期～第10期ソ連最高会議代議員。1995年5月9日、赤の広場で開催された戦勝50周年記念パレードでは、ソ連邦元帥として部隊の巡閲を行った（部隊の巡閲は通常国防相が行うものであり、それ以外の者が行うのは異例のことであった）。1999年、「祖国－全ロシア」運動の執行委員となり、ロシア連邦国家会議代議員に選出。ロシア国防省に勤務。1999年12月21日、軍務60周年を記念した。

## 人物
妻帯、2女を有する。余暇は、サイクリング、狩猟、釣りで過ごす。
ソ連邦英雄（1981年）。レーニン賞（1982年）受賞者。レーニン勲章4個、赤旗勲章3個、一等祖国勲章3個、一等及び二等「祖国への貢献に対する」勲章、「武勲に対する」勲章、赤星勲章2個を受章。